# Sery (Ardennes)
Pour les articles homonymes, voir Sery.
Séry (Ardennes) redirige ici.
Sery, généralement orthographiée Séry (puisque c'est ainsi qu'on prononce) est une commune française, située dans le département des Ardennes en région Grand Est.

## Géographie

### Localisation

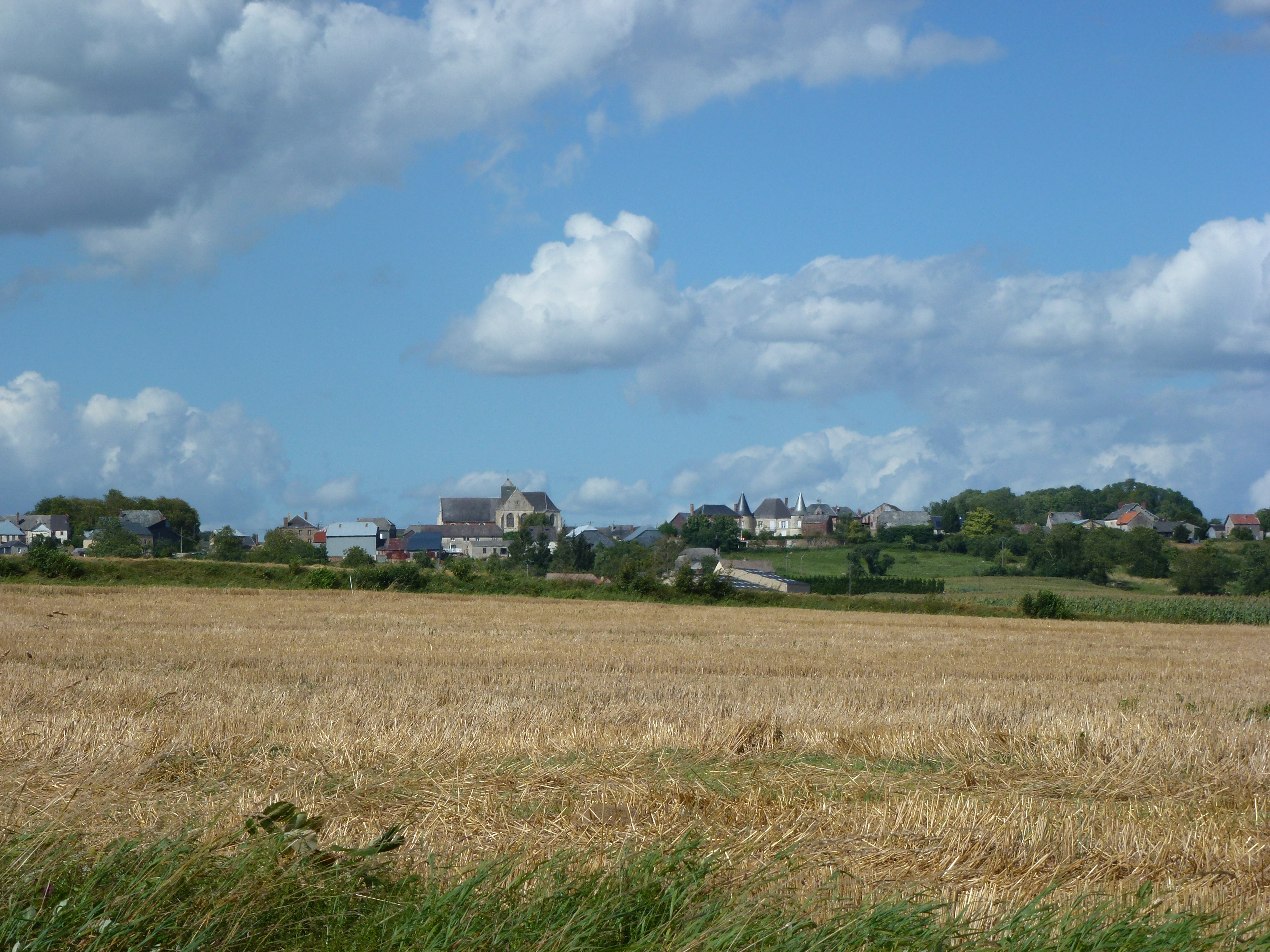
Panorama, pris d'une position au sud de la commune, dans la vallée du Plumion, permettant de distinguer (au centre) l'église et le château, puis, derrière, les Monts de Séry

Sery se trouve à 9 km à vol d'oiseau au nord de Rethel, 41 km au sud-est de Vervins et 42 km d'Hirson, 42 km au sud de la frontière Franco-belge, 34 km au sud-ouest de Charleville-Mézières.
Sery fait partie d'une région naturelle appelée le Porcien. Le village s'est d'ailleurs appelé Sery-en-Porcien, même si cette appellation n'est plus usitée. Le Porcien est une région rurale, légèrement vallonnée, formant une transition nette entre la Champagne crayeuse et ses grandes étendues dénudées, d'une part, et le bocage des crêtes préardennaises d'autre part.
Sery est une étape de la Route du Porcien.

### Communes limitrophes
Les communes limitrophes sont  Arnicourt, Hauteville, Inaumont, Justine-Herbigny, Mesmont, Novion-Porcien, Sorbon et Wasigny.
| Justine-Herbigny | Wasigny   | Mesmont        |
| Hauteville       | Sery      | Novion-Porcien |
| Inaumont         | Arnicourt | Sorbon         |

### Relief et hydrographie

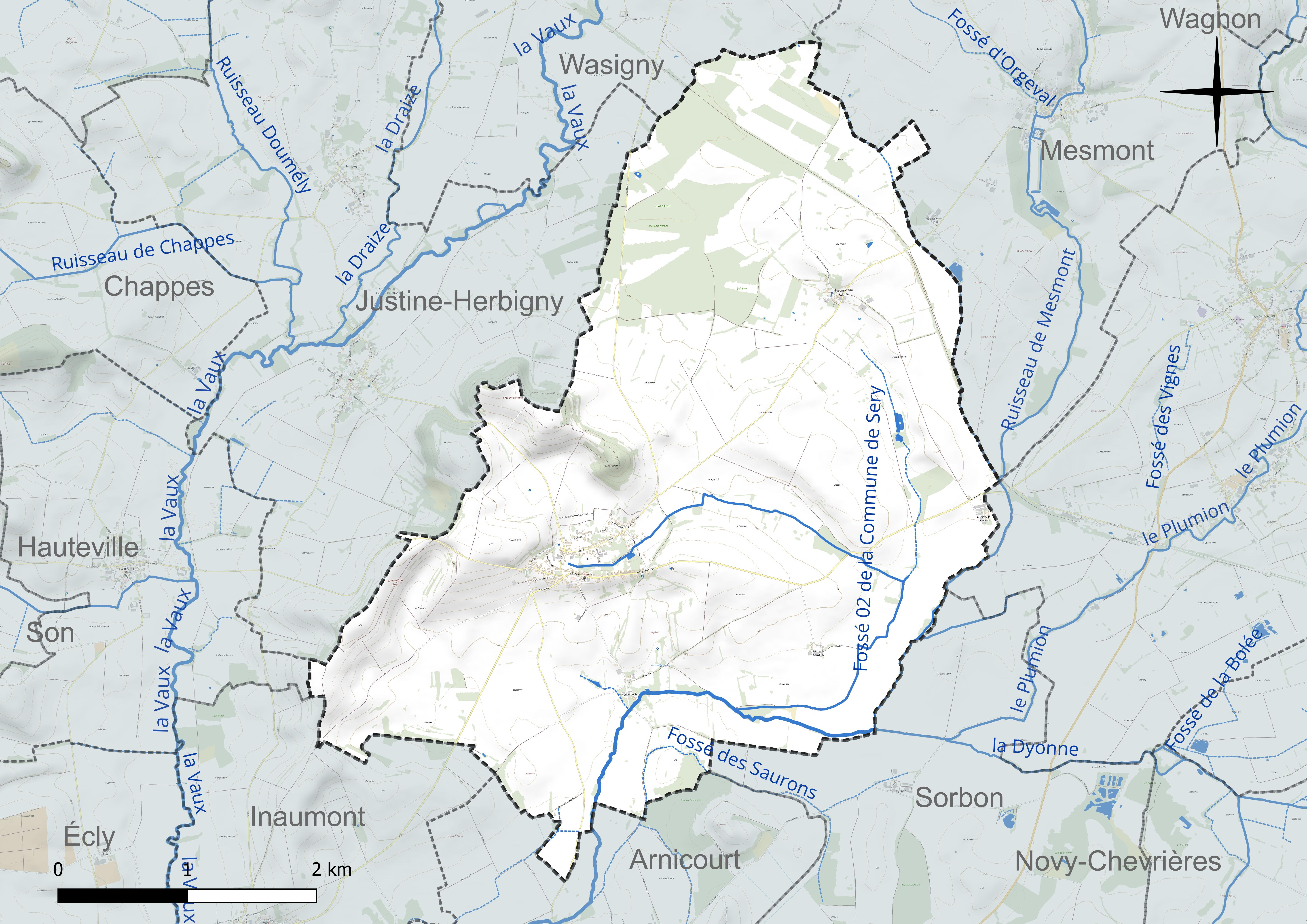
Carte hydrographique de la commune.

La partie Nord Ouest du territoire communal est constituée d'une butte, appelée Les Monts de Sery, avec une altitude atteignant 155 m. Cette partie domine la vallée d'une rivière, le Plumion, qui traverse le territoire communal du Nord-Est au Sud-Ouest, la rivière étant à environ 80 m d'altitude. De l'autre côté de la rivière, le relief remonte avec une butte plus étendue, appelée La Côte de Champagne, limite de la Champagne crayeuse, en dehors du territoire communal pour l'essentiel et s'étendant sur plusieurs autres communes. La partie habitée du bourg est en partie sur le versant des Monts de Sery, et pour une deuxième partie, plus basse, dans la vallée du Plumion. Différents ruisseaux alimentent le Plumion, dont le ruisseau de Mesmont ou ruisseau de GrandChamp qui s'étend sur 14,6 km et sur sept communes dont Sery,.

### Hydrographie
La commune est dans la région hydrographique « la Seine du confluent de l'Oise (inclus) à l'embouchure » au sein du bassin Seine-Normandie. Elle est drainée par le Plumion, le ruisseau de Mesmont, le cours d'eau 01 de la commune de Sery, le Fossé 02 de la commune de Sery, le Fossé des Saurons et divers autres petits cours d'eau,.
Le Plumion, d'une longueur de 24 km, prend sa source dans la commune de Signy-l'Abbaye et se jette  dans la Vaux à Arnicourt, après avoir traversé neuf communes.

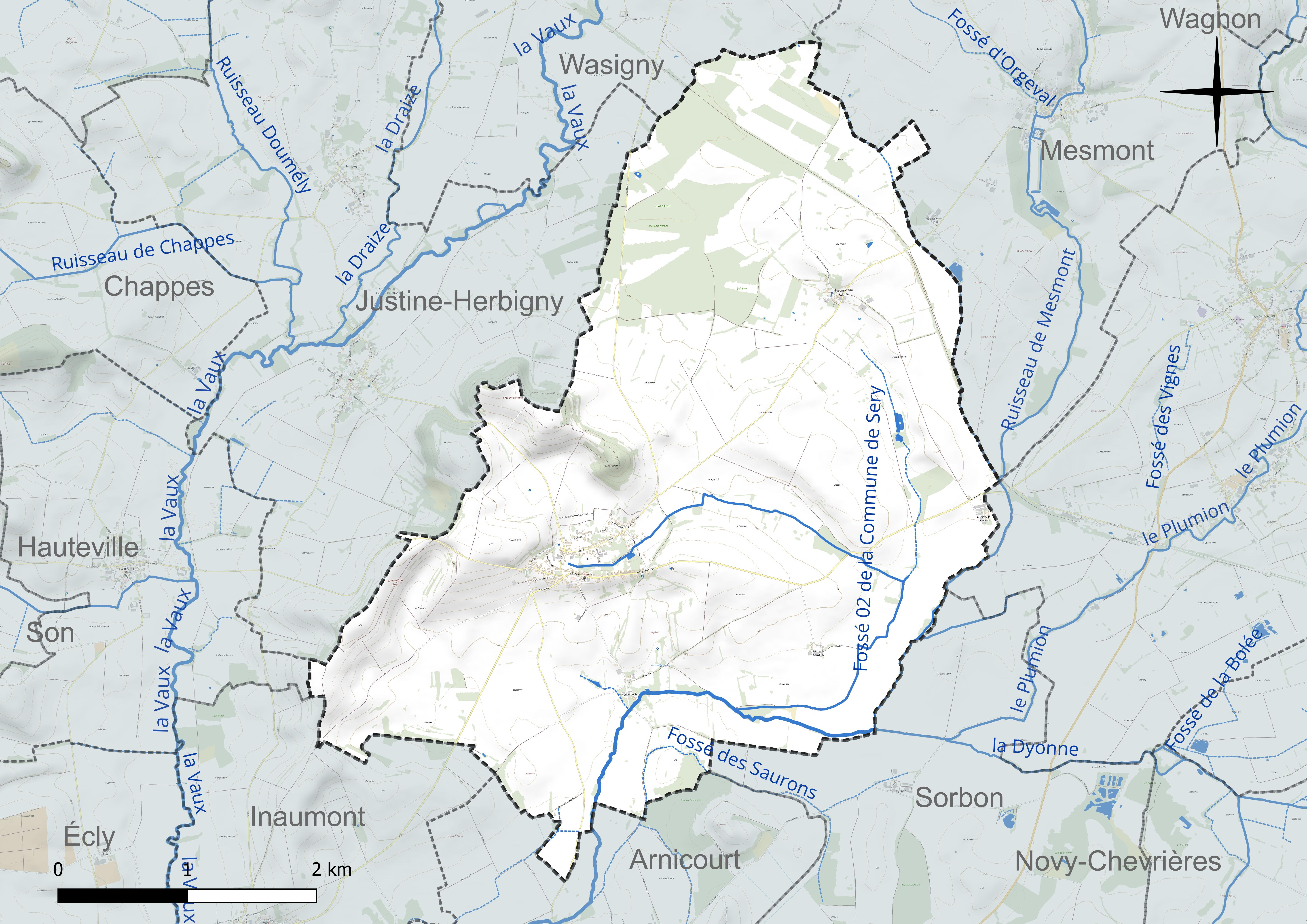
Réseau hydrographique de Sery.

Le ruisseau de Mesmont, d'une longueur de 15 km, prend sa source dans la commune de Signy-l'Abbaye et se jette  dans le Plumion sur la commune, après avoir traversé sept communes.

### Climat
Pour des articles plus généraux, voir Climat du Grand Est et Climat des Ardennes.
En 2010, le climat de la commune est de type climat océanique dégradé des plaines du Centre et du Nord, selon une étude du Centre national de la recherche scientifique s'appuyant sur une série de données couvrant la période 1971-2000. En 2020, Météo-France publie une typologie des climats de la France métropolitaine dans laquelle la commune est exposée à un climat océanique altéré et est dans la région climatique Nord-est du bassin Parisien, caractérisée par un ensoleillement médiocre, une pluviométrie moyenne régulièrement répartie au cours de l’année et un hiver froid (3 °C).
Pour la période 1971-2000, la température annuelle moyenne est de 10,1 °C, avec une amplitude thermique annuelle de 15,3 °C. Le cumul annuel moyen de précipitations est de 799 mm, avec 12,6 jours de précipitations en janvier et 9,2 jours en juillet. Pour la période 1991-2020, la température moyenne annuelle observée sur la station météorologique de Météo-France la plus proche, « Signy-l'abbaye », sur la commune de Signy-l'Abbaye à 14 km à vol d'oiseau, est de 10,2 °C et le cumul annuel moyen de précipitations est de 1 060,5 mm. 
La température maximale relevée sur cette station est de 40 °C, atteinte le 25 juillet 2019 ; la température minimale est de −20,5 °C, atteinte le 17 janvier 1985,,.
Les paramètres climatiques de la commune ont été estimés pour le milieu du siècle (2041-2070) selon différents scénarios d'émission de gaz à effet de serre à partir des nouvelles projections climatiques de référence DRIAS-2020. Ils sont consultables sur un site dédié publié par Météo-France en novembre 2022.

### Milieux naturels et biodiversité

#### Patrimoine naturel des Monts de Sery
Les Monts de Sery, situés sur les communes de Sery et de Justine-Herbigny, au nombre de cinq et qui s'étendent sur 515 ha,  sont réputés pour leurs points de vue, leur flore et leur faune, et intriguent par leur histoire. Ce site, qui domine une vallée et une voie romaine, a sans doute un intérêt archéologique qui n'a pas fait l'objet d'études pour l'instant. Montagne Solaire du Rethélois, et Montagne des fées, il constitue un lieu associé à des légendes locales,. Les feux de la Saint-Jean, christianisation de la fête païenne du solstice d’été, sont encore pratiqués à Sery, et constituent peut-être un reliquat de ces légendes liées au solstice d’été.
Géologiquement, cette butte résulte du recouvrement du Porcien par des couches de craie, et s'est trouvée séparée de la Champagne crayeuse par des millénaires d'érosion. Des pratiques agricoles humaines (culture et élevage) l'ont ensuite lentement façonnée pour lui donner un relief en terrasses où chaque terrasse est séparée par un talus de 1 à 6 mètres de hauteur. Sur ces talus, des pelouses sèches et des haies se sont développées au fil des siècles. Mais avec l'abandon du pâturage et des cultures en terrasses, dans les années 1950 et 1960, ces talus et les secteurs en pelouse se sont embroussaillés. À partir de ces mêmes années 1960, le développement d'une agriculture intensive en lieu et place d'approches extensives a fait régresser les haies, les surfaces en prairie et les lignes des talus. Les pelouses ne couvrent plus que 10 % de la superficie du site au début du XXIe siècle alors qu'elles représentaient encore 50 % de cette superficie en 1949. À l'inverse, des zones boisées fruticées ou en bois occupent 65 % de cette superficie alors qu'elles n'en couvraient que 5 % un demi-siècle plus tôt. Les pelouses sèches permettaient le développement d'une diversité écologique, floristique (des orchidées, notamment, qui ne supportent pas les engrais azotés) et faunistique (oiseaux et papillons). Une zone naturelle d'intérêt écologique, faunistique et floristique (la ZNIEFF 210009354) a été mise en place pour inventorier ces spécificités et protéger ce qui en subsiste.
Les Monts de Sery ont été classés site remarquable au titre du code de l’environnement par décret du 28 juillet 2023.

## Urbanisme

### Typologie
Au 1er janvier 2024, Sery est catégorisée commune rurale à habitat dispersé, selon la nouvelle grille communale de densité à 7 niveaux définie par l'Insee en 2022.
Elle est située hors unité urbaine et hors attraction des villes,.

### Occupation des sols

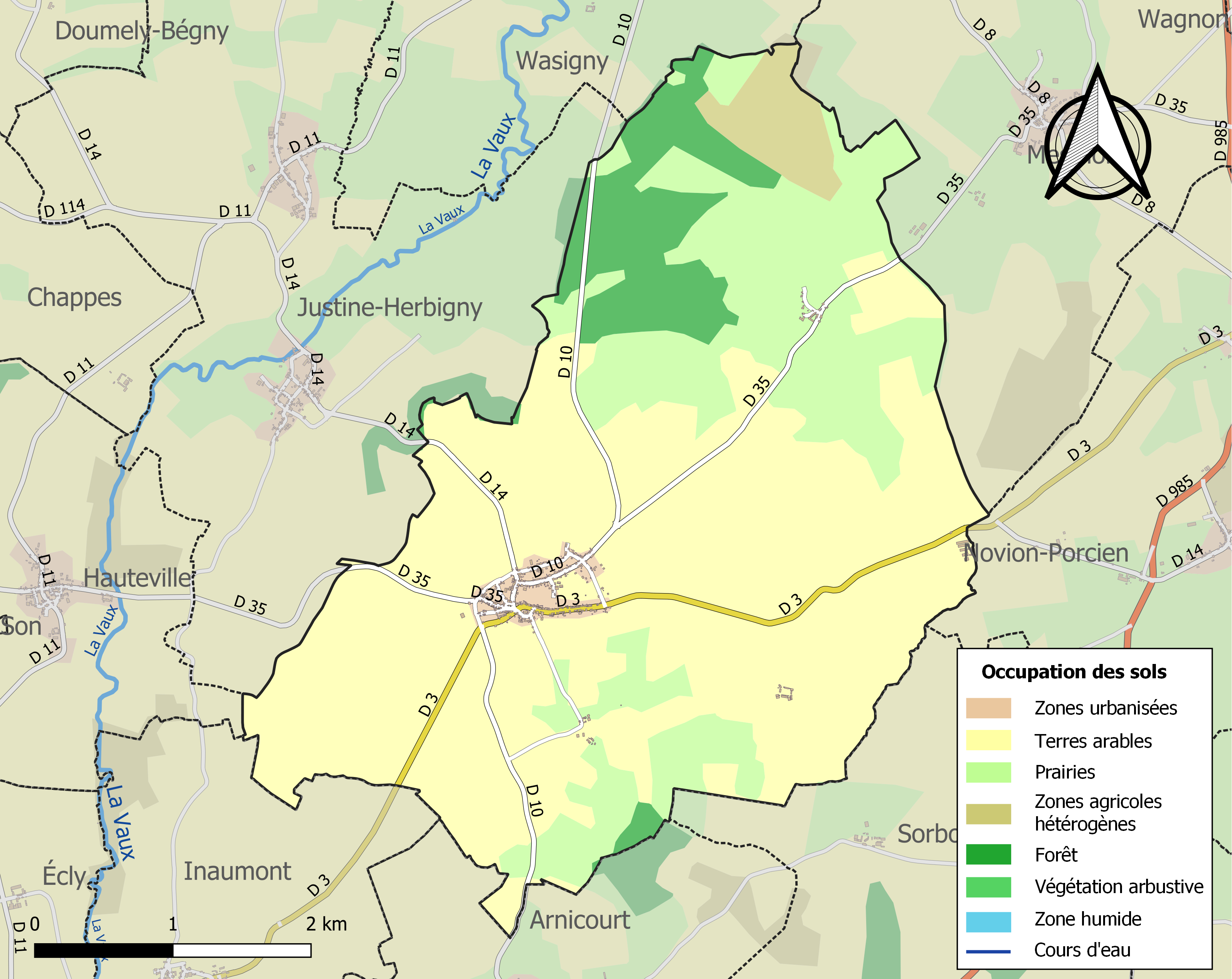
Carte des infrastructures et de l'occupation des sols de la commune en 2018 (CLC).

L'occupation des sols de la commune, telle qu'elle ressort de la base de données européenne d’occupation biophysique des sols Corine Land Cover (CLC), est marquée par l'importance des territoires agricoles (89,7 % en 2018), une proportion identique à celle de 1990 (89,7 %). La répartition détaillée en 2018 est la suivante : 
terres arables (62,9 %), prairies (23,8 %), forêts (8,4 %), zones agricoles hétérogènes (3,1 %), zones urbanisées (1,9 %). L'évolution de l’occupation des sols de la commune et de ses infrastructures peut être observée sur les différentes représentations cartographiques du territoire : la carte de Cassini (XVIIIe siècle), la carte d'état-major (1820-1866) et les cartes ou photos aériennes de l'IGN pour la période actuelle (1950 à aujourd'hui).

### Principaux lieux-dits et écarts
Au nord des habitations du village, sur la  butte appelée Les Monts de Sery, à l'extrémité est de cette butte, un lieu-dit bien connu s'intitule Camp romain, interprété comme le rappel d'une occupation à l'époque gallo-romaine.
Un autre lieu-dit des Monts de Sery, plus à l'ouest, est la Côte de Sainfoin.
Un écart au nord-est, vers Mesmont, s'appelle Beaumont-en-Aviotte (de awia, l'eau).
À l'est, un autre écart, sur la route RD 3 vers Novion-Porcien s'intitule La Malmaison.
Au sud du territoire communal se trouvent la Ferme de Couversy et le Moulin de Séry, moulin à eau sur le Plumion.
Un lieu-dit Le Moulin à Vent subsiste,.

### Habitat et logement
En 2020, le nombre total de logements dans la commune était de 194, alors qu'il était de 189 en 2015 et de 184 en 2010.
Parmi ces logements, 77,8 % étaient des résidences principales, 6,7 % des résidences secondaires et 15,5 % des logements vacants. Ces logements étaient pour 97,4 % d'entre eux des maisons individuelles et pour 2,1 % des appartements.
Le tableau ci-dessous présente la typologie des logements à Sery en 2020 en comparaison avec celle des Ardennes et de la France entière. Une caractéristique marquante du parc de logements est ainsi une proportion de résidences secondaires et logements occasionnels (6,7 %) supérieure à celle du département (3,5 %) mais inférieure à celle de la France entière (9,7 %). Concernant le statut d'occupation de ces logements, 79,5 % des habitants de la commune sont propriétaires de leur logement (82 % en 2015), contre 60,5 % pour les Ardennes et 57,5 pour la France entière.
| Typologie                                               | Sery | Ardennes | France entière |
| ------------------------------------------------------- | ---- | -------- | -------------- |
| Résidences principales (en %)                           | 77,8 | 84,8     | 82,1           |
| Résidences secondaires et logements occasionnels (en %) | 6,7  | 3,5      | 9,7            |
| Logements vacants (en %)                                | 15,5 | 11,7     | 8,2            |

### Voies de communication et transports
Les voies de communications sur Séry sont des voies routières, des routes départementales. Il s'agit en particulier de la RD 3 allant notamment de Château-Porcien à Novion-Porcien, deux communes un peu plus importantes du Porcien, en passant par Inaumont. Deux autres départementales traversent le territoire communal, la RD10, du nord au sud, et la RD35, arrivant de l'ouest (Les Monts de Sery) pour se diriger vers le nord-est et Mesmont.

## Toponymie

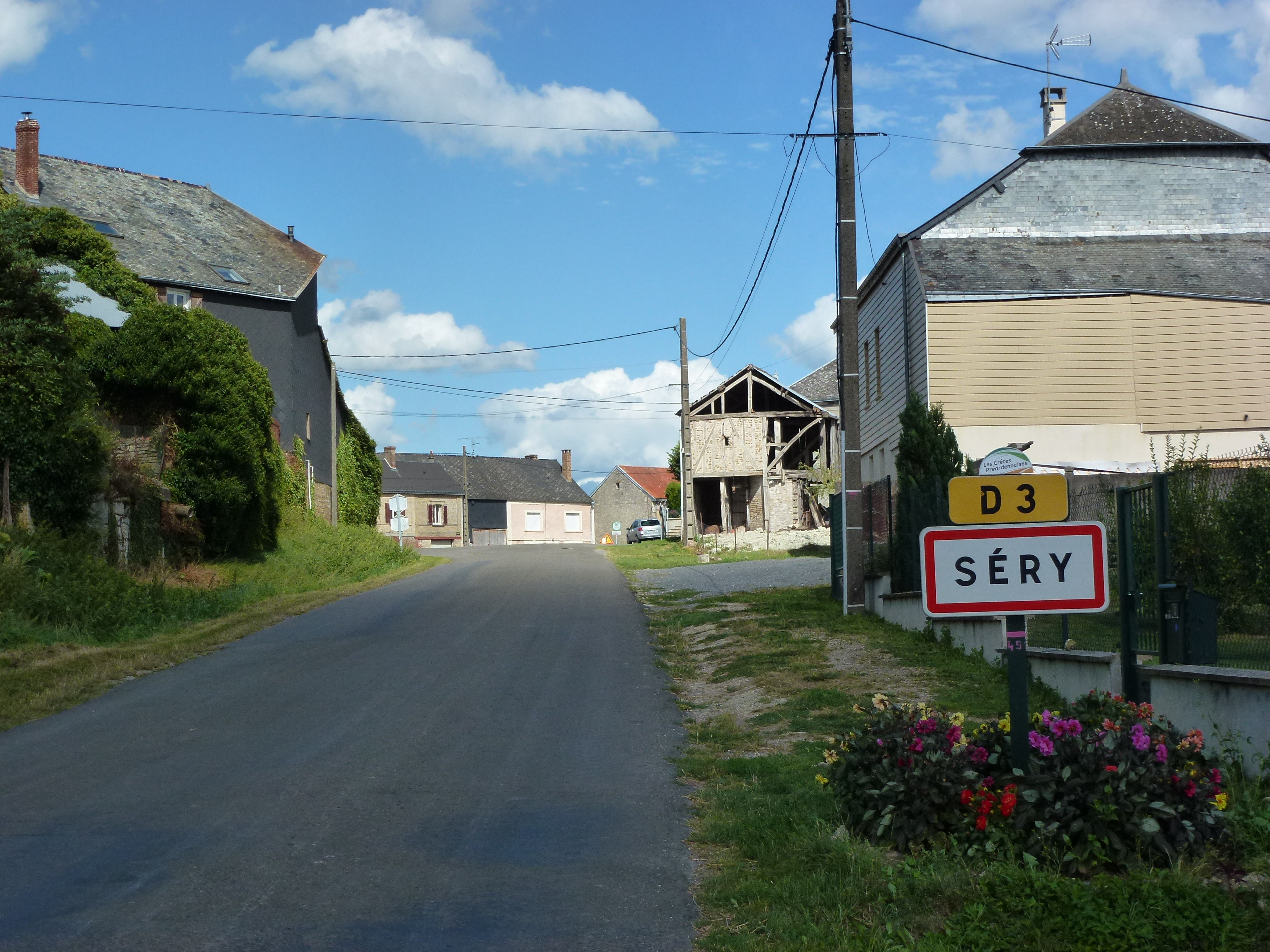

Ernest Nègre, dans son ouvrage consacré à la Toponymie générale de la France, indique sur Séry (écrit avec un accent sur le e) que l'origine de ce nom vient d'un nom propre romain, Serius, auquel le suffixe acum a été ajouté. Il cite différentes variantes mentionnées au fil des siècles dans les textes, comme Siriacum en 1237, Ceris en 1242, Seris en 1275.

## Histoire

### Antiquité
Une ancienne voie romaine, parallèle à la RD3, à quelques mètres de la RD35, est encore partiellement observable, par exemple par des lignes au sol avec les matériaux de construction remontant à la surface à la suite de travaux agricoles. C'est une voie romaine dite «secondaire», mais pour autant relativement importante puisqu'elle reliait Reims à Warcq, à la Meuse, et au-delà à Cologne et à la Hanse. Elle a été utilisée jusqu'au Moyen Âge,,.
L'hypothèse d'une occupation romaine du site dit du Camp romain a été formulée à plusieurs reprises, mais elle n'a pas été vérifiée,. Au Ve siècle, la région subit des invasions de peuples germaniques : l'Empire romain s'écroule.

### Moyen Âge
Des seigneurs Guy de Sery (Guy Ier, Guy II) sont évoqués au XIIe siècle dans la chronique de Gislebert de Mons, ayant des liens familiaux avec les châtelains de Mézières et les sires de Rumigny, et vassaux du comte de Château-Porcien. Il s'agit d'alleutiers qui se sont rendues maîtres de plusieurs domaines fonciers dont la terre de Sery,. Guy III  de Sery pourvoit la Vieille Ville (le village dans sa partie basse) d'une charte de franchises en 1236. La Franche Ville (le village dans sa partie haute) est, à l'époque, un nouveau village qui dépend d'une charte communale dite « loi de Vervins ». Les deux régimes sont différents. Durant les siècles suivant, la seigneurie ainsi constituée s'émiette : quelques décennies avant la Révolution française, le curé de Séry, répondant à une enquête épiscopale, compte 18 seigneurs  en 1774, dont un seul réside sur place,. En 1607 d'ailleurs, Sery, Beaumont en Aviotte et La Malmaison sont représentés dans un Album de Croÿ parmi les terres du Porcien, dont cette famille de Croÿ est suzeraine,.
Deux châteaux sont édifiés durant l'Ancien régime, l'un près de l'église, qui subsiste, avec deux tours coiffées de poivrière, et un autre, aussi dit « château du bas », près de la route de Nouvion. Le château du bas, ayant souffert de la Première Guerre mondiale, est vendu comme ruines et sert pour partie à une exploitation agricole dans l'entre-deux-guerres. Les dernières tours sont utilisées pour leurs pierres.

### Temps modernes
Plusieurs épidémies touchent ce village au fil des siècles, dont une des plus importantes est la peste en 1636/1637 qui fait 70 victimes en quelques mois.

### Révolution française et Empire
Un manoir, entouré de bâtiments de services disposés en carré, est construit au lieu-dit La Malmaison à la fin du XVIIe siècle par le seigneur de Mesmont et de la Malmaison, et est vendu comme bien national lors de la Révolution française.
La Ferme de Couversy, une ancienne cense appartenant longtemps à des religieux de Laon, est également vendue comme bien national.
La commune, instituée par la Révolution française, absorbe dès 1790-1794 celle de Couvercy.

### Époque contemporaine
Un incendie important détruit la moitié du village au début du XIXe siècle, en 1807 ou 1808 (année différente selon les sources).
Le village est envahi à chaque conflit franco-allemand des XIXe et XXe siècles, notamment, pour des durées variables, à partir de 1815, 1870, 1914, 1940.
Un moulin à vent a existé sur une butte légèrement à l'est du village, un moulin en bois, à pivot, élevé sur charpente, avec cabestan, détruit pendant la Première Guerre mondiale.

Vues anciennes de la commune
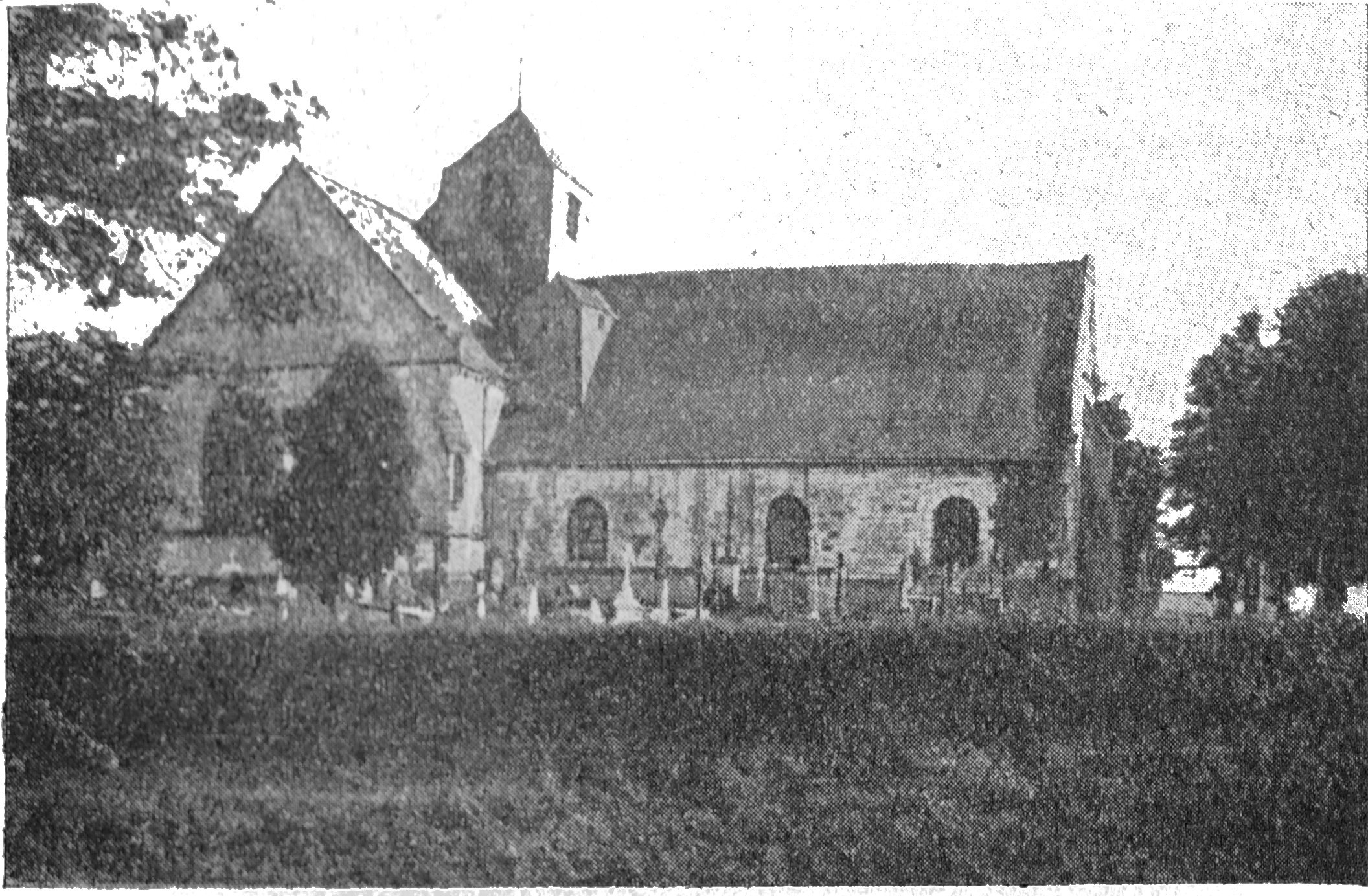
L'église.
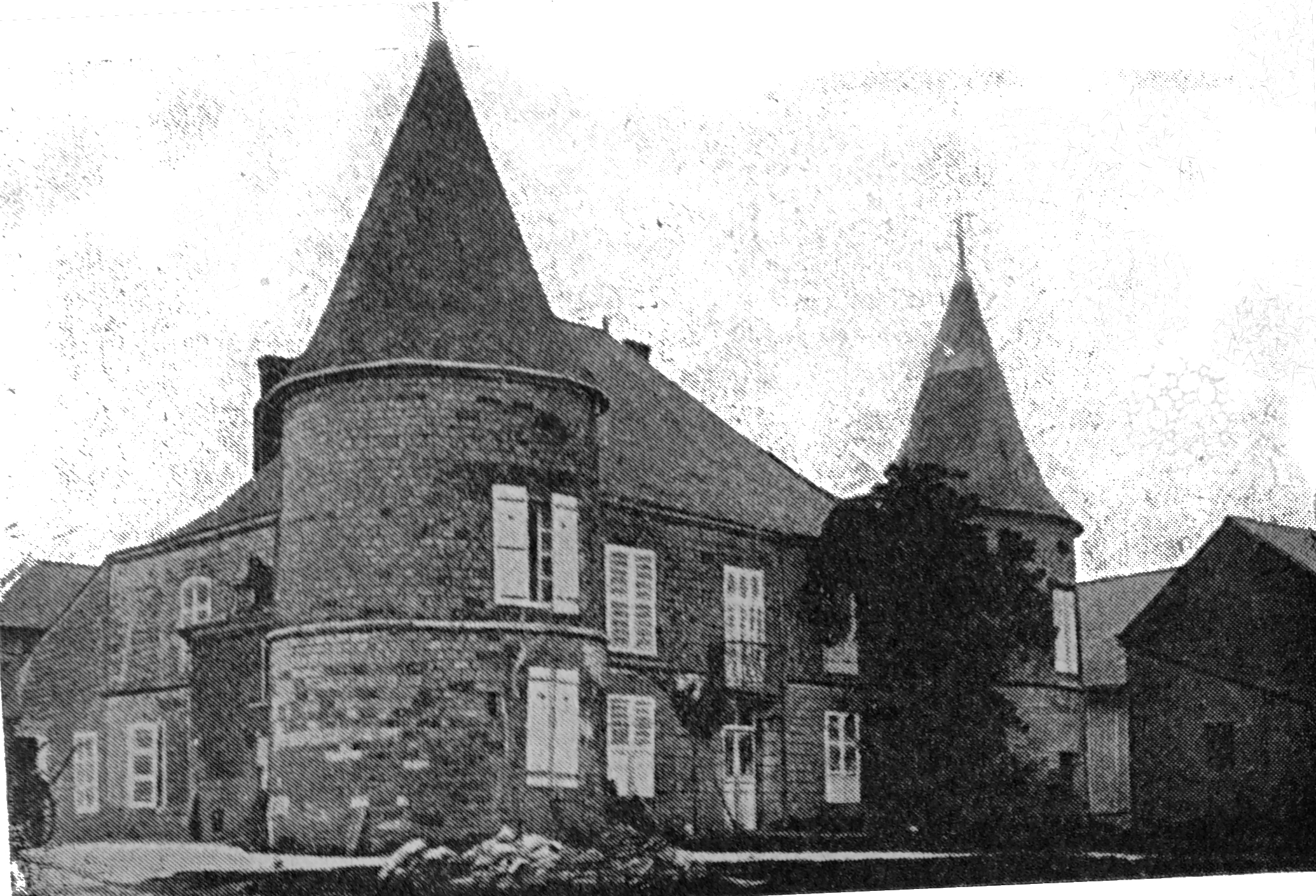
Le château.

Lors de la Seconde Guerre mondiale, un incendie détruit à nouveau en 1940 une partie importante du village. La WOL ou Wirtschaftoberleitung, organisme du ministère allemand de l'agriculture, chargé d'exploiter les terres sur certains territoires occupées, intervient également dans cette commune.
En 1985, la Poste ferme son bureau sur place.

## Politique et administration

### Rattachements administratifs et électoraux

#### Rattachements administratifs
La commune se trouve depuis 1926 dans l'arrondissement de Rethel du département des Ardennes.
Elle faisait partie depuis 1793 du canton de Novion-Porcien. Dans le cadre du redécoupage cantonal de 2014 en France, cette circonscription administrative territoriale a disparu, et le canton n'est plus qu'une circonscription électorale.

#### Rattachements électoraux
Pour les élections départementales, la commune fait partie depuis 2014 du canton de Signy-l'Abbaye
Pour l'élection des députés, elle fait partie de la première circonscription des Ardennes.

### Intercommunalité
Sery est membre de la communauté de communes des Crêtes Préardennaises, un établissement public de coopération intercommunale (EPCI) à fiscalité propre créé fin 1995  et auquel la commune a transféré un certain nombre de ses compétences, dans les conditions déterminées par le code général des collectivités territoriales.

### Tendances politiques et résultats
Lors du premier tour de l'élection présidentielle de 2017, les quatre premiers candidats sont à Sery : Marine Le Pen (40,70 % des suffrages exprimés), François Fillon (22,61 %), Emmanuel Macron (15,08 %) et Jean-Luc Mélenchon (7,54 %).
Au second tour, Marine Le Pen obtient 101 voix (59,76 %) et le candidat élu Emmanuel Macron 68 voix (40,24 %) lors d'un scrutin où 18,91 % des électeurs se sont abstenus.
Lors du premier tour de l'élection présidentielle de 2022, les quatre premiers candidats sont à Sery : Marine Le Pen (39,43 %), Emmanuel Macron (20,57 %), Jean-Luc Mélenchon (13,71 %) et Éric Zemmour (9,71 %).
Au second tour, Marine Le Pen obtient 105 voix (60,69 %) et le candidat élu Emmanuel Macron 68 voix (39,31 %), lors d'un scrutin où 19,66 % des électeurs se sont abstenus.

### Liste des maires
| Période                                  | Période                        | Identité           | Étiquette | Qualité          |
| ---------------------------------------- | ------------------------------ | ------------------ | --------- | ---------------- |
| Les données manquantes sont à compléter. |                                |                    |           |                  |
|                                          |                                |                    |           |                  |
|                                          | mars 2001                      | Françoise Lebrun   |           |                  |
| mars 2001                                | mars 2014                      | Bernard Menu       |           |                  |
| mars 2014                                | mai 2020                       | Jacqueline Monteil |           |                  |
| mai 2020,                                | 2023                           | Sébastien Laurent  | REC       | Chauffeur        |
| septembre 2023                           | En cours (au 30 novembre 2023) | Daniel Thiébault   |           | Employé retraité |

## Équipements et services publics
En 2013, la commune compte une boulangerie et un restaurant.

### Enseignement
Cette commune ne dispose plus d'établissements scolaires.
Des écoles maternelles existent  à Rethel, ou Château-Porcien, Tourteron, Coucy, Saulces-Monclin. Les écoles primaires à Rethel, Novion-Porcien, Wasigny, ou encore Novy-Chevrières.
Les collèges les plus proches sont à Rethel (privé ou public), Sault-lès-Rethel, Signy-l'Abbaye, ou encore Attigny. Pour les lycées, ils sont à Rethel y compris un lycée agricole.
Ces différentes communes des Ardennes sont situées dans l'Académie de Reims, qui dépend de la zone B.

## Population et société

### Démographie
L'évolution du nombre d'habitants est connue à travers les recensements de la population effectués dans la commune depuis 1793. Pour les communes de moins de 10 000 habitants, une enquête de recensement portant sur toute la population est réalisée tous les cinq ans, les populations de référence des années intermédiaires étant quant à elles estimées par interpolation ou extrapolation. Pour la commune, le premier recensement exhaustif entrant dans le cadre du nouveau dispositif a été réalisé en 2005.

En 2022, la commune comptait 319 habitants, en évolution de −11,39 % par rapport à 2016 (Ardennes : −2,97 %, France hors Mayotte : +2,11 %).
| 1793  | 1800  | 1806  | 1821  | 1831  | 1836  | 1841  | 1846  | 1851  |
| ----- | ----- | ----- | ----- | ----- | ----- | ----- | ----- | ----- |
| 1 023 | 1 012 | 1 179 | 1 060 | 1 164 | 1 145 | 1 185 | 1 159 | 1 138 |

| 1866  | 1872  | 1876  | 1881 | 1886 | 1891 | 1896 | 1901 | 1906 |
| ----- | ----- | ----- | ---- | ---- | ---- | ---- | ---- | ---- |
| 1 032 | 1 004 | 1 043 | 938  | 937  | 906  | 853  | 782  | 750  |

| 1911 | 1921 | 1926 | 1931 | 1936 | 1946 | 1954 | 1962 | 1968 |
| ---- | ---- | ---- | ---- | ---- | ---- | ---- | ---- | ---- |
| 707  | 622  | 598  | 551  | 542  | 450  | 399  | 358  | 402  |

| 1975 | 1982 | 1990 | 1999 | 2005 | 2006 | 2010 | 2015 | 2020 |
| ---- | ---- | ---- | ---- | ---- | ---- | ---- | ---- | ---- |
| 313  | 314  | 268  | 287  | 324  | 330  | 344  | 357  | 329  |

| 2022 | - | - | - | - | - | - | - | - |
| ---- | - | - | - | - | - | - | - | - |
| 319  | - | - | - | - | - | - | - | - |

La population de Séry s'est réduite fortement de 1850 à 1990 (1 159 habitants recensés en 1846 pour 258 habitants en 1990) sous l'effet de l'urbanisation et de l'exode rural en France. Guy Féquant écrit en 2000 : « Vers 1850, Sery était un bourg de onze cents habitants. Il en reste trois cents qui flottent dans leur village comme dans un vêtement trop ample »,.

## Économie
La commune est en zone rurale et l'activité agricole y est toujours significative mais le nombre de fermes, d'exploitants agricoles et d'employés dans ce secteur d'activité s'est concentré au XXe siècle, avec une certaine industrialisation de l'agriculture, similaire à ce qui s'est passé dans toute la France, et avec une réduction de l'activité d'élevage (ovin et bovin dans cette commune). L'Insee, en 2015, ne compte plus dans la commune que cinq agriculteurs exploitants,.
Un inventaire des métiers dans le village en 1883, à une époque où la population était encore proche du millier d'habitants, mentionne un nombre significatif de métiers du commerce et de l'artisanat qui ont disparu localement durant ce XXe siècle : le nombre d'agriculteurs et de salariés agricoles vivant avec leur famille et travaillant sur place favorisait la pérennité d'autres types d'emplois, qui, depuis, ont décliné. Cet inventaire de 1883 cite ainsi comme métiers exercés dans la commune un aubergiste, trois bouchers, deux boulangers, trois charrons, un bourrelier, un coquetier (marchand ambulant d’œufs, beurre, lait, volailles, légumes,..), quatre cafetiers, six débitants de boissons, trois épiciers, un marchand de faïence, un ferblantier, un quincaillier, une draperie/rouennerie, deux cordonniers, trois tailleurs d'habits, deux perruquiers (mais un coiffeur subsiste), trois merciers, un marchand de grains, trois maréchaux-ferrants, un tonnelier, un vannier, des marchands de bois à brûler et de charbon, etc..
Cet inventaire indique également des métiers du bâtiment (un arpenteur-géomètre, des couvreurs, des maçons, des charpentiers, des vitriers, des peintres en bâtiments) : des entreprises locales et des salariés travaillant dans la commune ou à proximité subsistent également, ainsi, en 2020 qu'un paysagiste. Enfin, l'inventaire de 1883 cite, outre un curé et une sage-femme, des emplois dans l'administration (un appariteur, un garde champêtre, trois institutrices ou instituteurs, notamment). Les emplois dans l'administration, l'enseignement et la santé représentent désormais en 2015, selon l'Insee, dans ses statistiques dites «Connaissance locale de l'appareil productif (Clap)»  un tiers des emplois de la commune, mais ne sont plus, pour une partie significative, exercés localement : il n'y a plus par exemple à Sery d'écoles, de bureau de poste, et d'administration autre que l'administration municipale,.

## Culture locale et patrimoine

### Lieux et monuments
- L'église Saint-Jean-Baptiste de Sery du Moyen Âge a été restaurée à la Renaissance, pour le transept et le chœur[51]. 
Elle possède, sur le mur sud, un très bel ensemble de statues dit " Litanies de la Vierge" ainsi qu'une statue en bois[52] du XVIIIe siècle.
- Le château de Séry dans la rue devant l'église. Dit aussi château du haut, c'est un logis en pierres blanches encadré de deux tours coiffées d'une poivrière. Il a sa chapelle castrale. Sur la gouache de 1607, dans Album de Croÿ, où il est représenté dans la vue du village à cette époque, à côté de l'église, il était flanqué de trois ou quatre tours. Il a appartenu avant la Révolution de 1789 à différentes familles, parmi les nombreux seigneurs de Sery, notamment la famille Le Danois (dont Gérard Le Danois qui rend aveu en 1470 à Antoine de Croÿ), la famille de Beaufort, la famille de Failly, la famille d'Ivory, etc.[35].
- Le bâti dans le bourg : un nombre significatif de granges attenantes à des fermes-habitations ou indépendantes, et quelques maisons à pans de bois et torchis, caractéristiques des maisons anciennes du Porcien[53].
- Le monument aux morts, surmonté comme souvent de la statue d'un poilu, est inauguré en 1921, à la suite de la guerre de 1914-1918

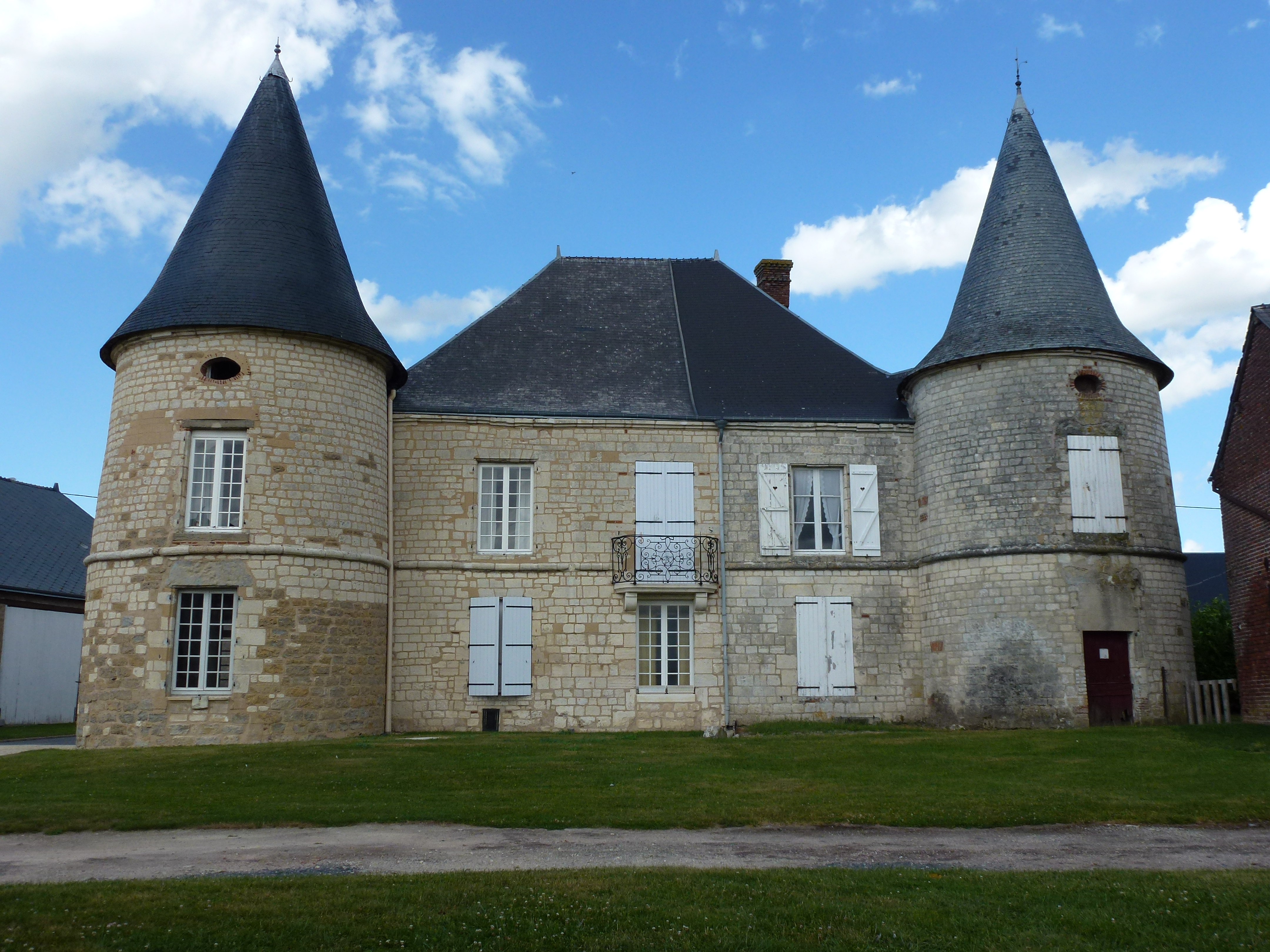
Le château.
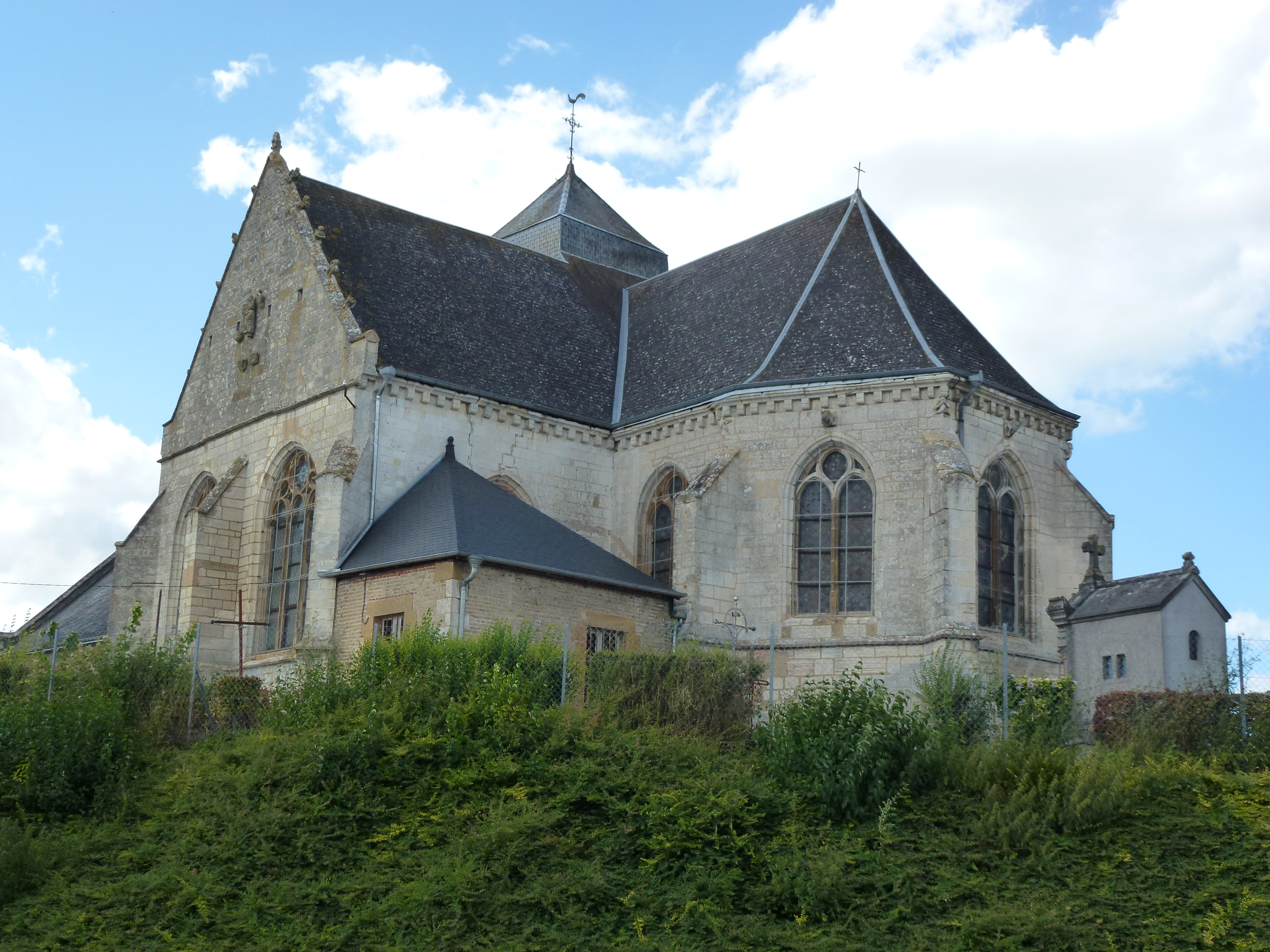
L'église...
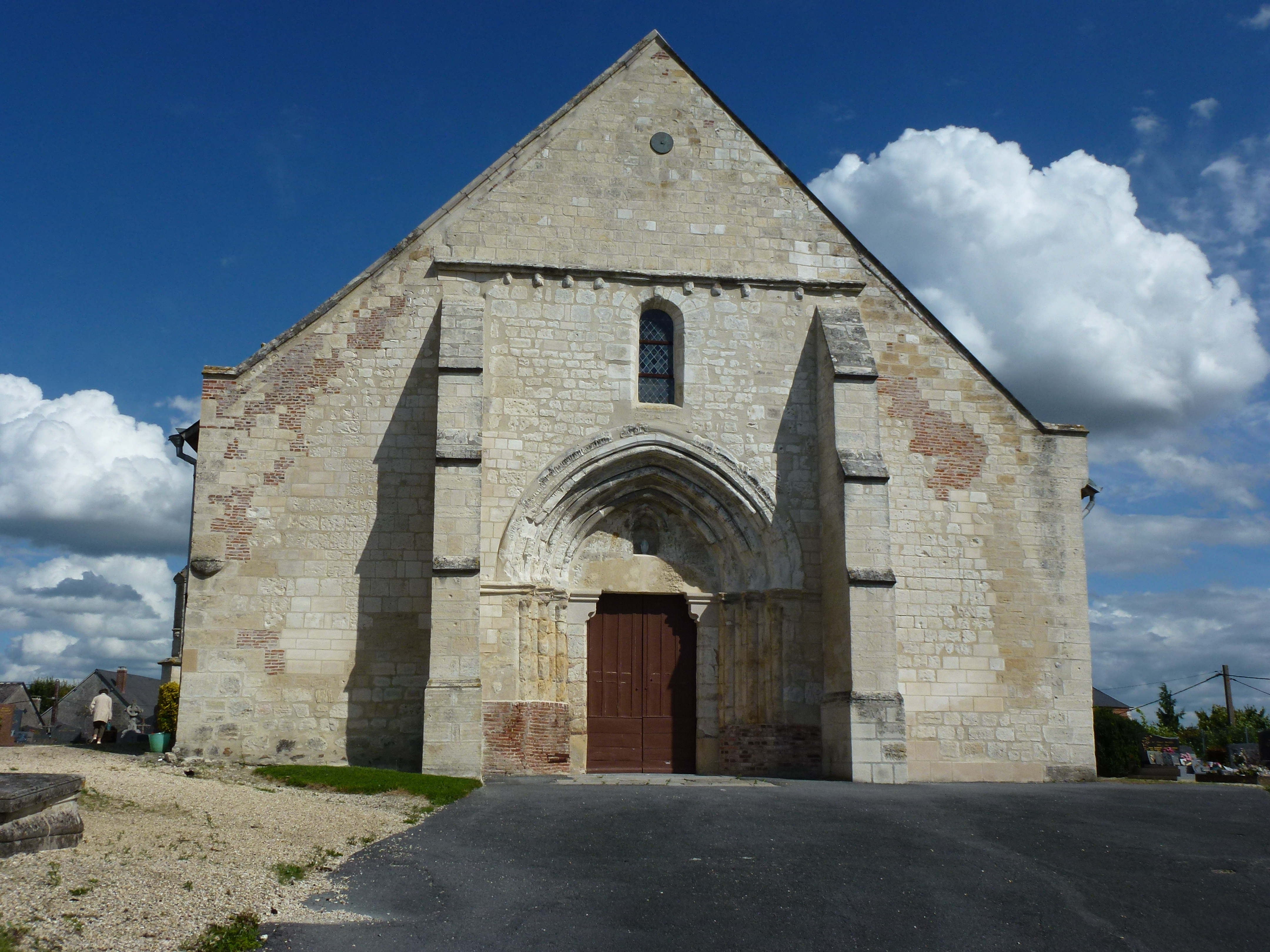
... et sa façade.
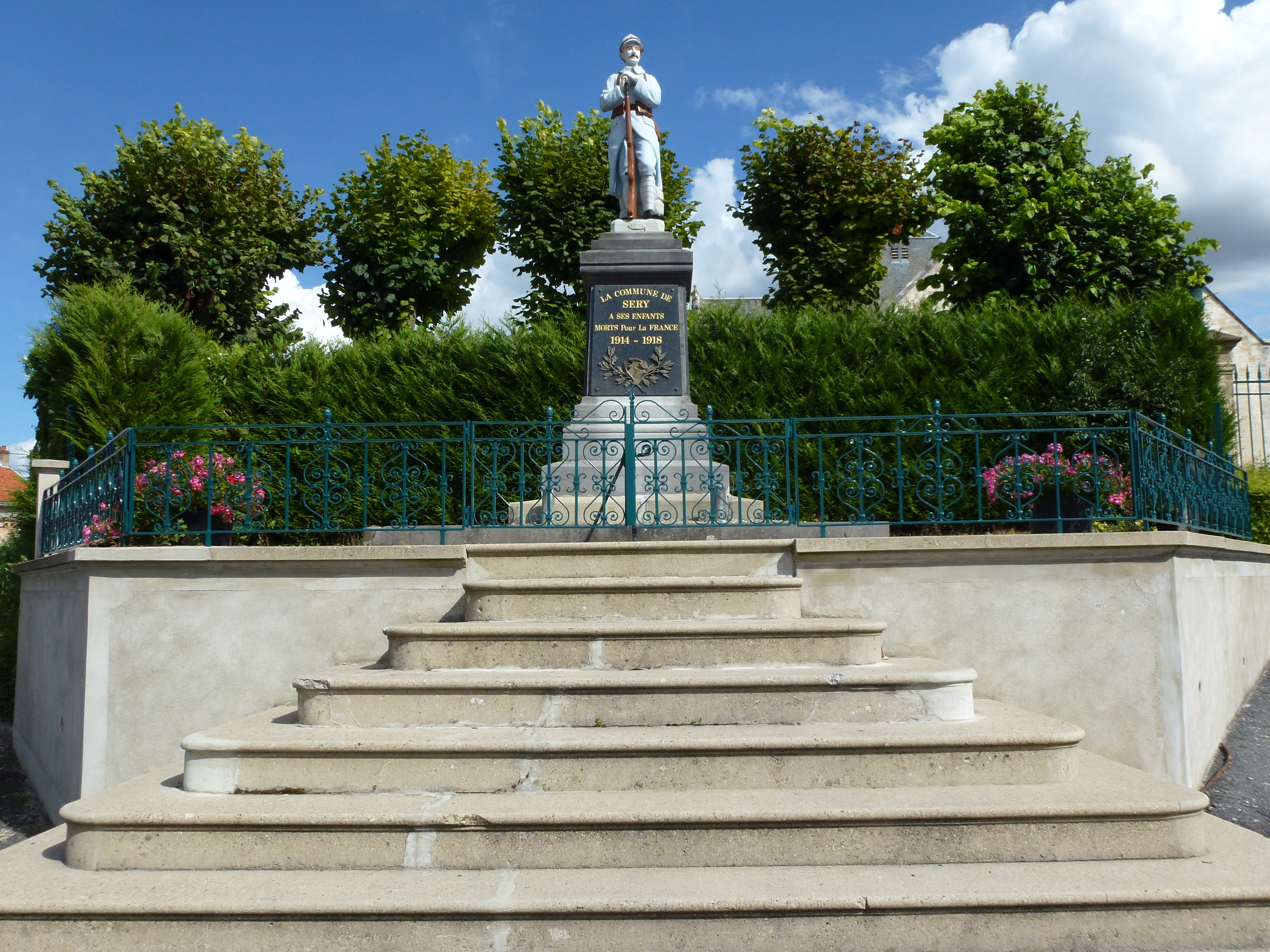
L'imposant monument aux morts.

### Personnalités liées à la commune
- Robert de Séry (1686-1733), né à Sery-en-Porcien et mort à Paris, peintre français.
- Jean-Baptiste Choisy (1742-1820), homme politique révolutionnaire et cultivateur, y est né. Il devient cultivateur de la ferme d'Arcefays (en Argonne) puis député du tiers état pour le bailliage de Châlons-sur-Marne en 1789 et un des rares cultivateurs de l'Assemblée constituante de 1789. Il redevient d'ailleurs cultivateur de la ferme d'Arcefays en 1791, à la fin de son mandat de député dans cette assemblée.
- Achille Paroche (1868-1933), tireur sportif, médaillé olympique et champion du monde, y est né.

## Pour approfondir